# ITF Women’s Circuit 2009 (Juli–September)
In den folgenden Tabellen werden die Tennisturniere des dritten Quartals des ITF Women’s Circuit 2009 dargestellt.

## Turnierplan
| Kategorien |
| ---------- |
| $100.000   |
| $75.000    |
| $50.000    |
| $25.000    |
| $10.000    |

### Juli
| Datum 1 | Turnierort                              | Siegerin Einzel                   | Siegerinnen Doppel                         |
| ------- | --------------------------------------- | --------------------------------- | ------------------------------------------ |
| 06.07.  | Biarritz Open GDF Suez de Biarritz 2009 | Julia Görges                      | Chan Yung-jan Anastassija Rodionowa        |
| 06.07.  | Zagreb Zagreb Ladies Open 2009          | Sandra Záhlavová                  | Darija Jurak Renata Voráčová               |
| 06.07.  | Grapevine                               | Valérie Tétreault                 | Lindsay Lee-Waters Riza Zalameda           |
| 06.07.  | A Coruña                                | Neuza Silva                       | María Irigoyen Florencia Molinero          |
| 06.07.  | Felixstowe                              | Anna Smith                        | Jocelyn Rae Jade Windley                   |
| 06.07.  | Brüssel                                 | Maryna Sanewska                   | Simona Dobrá Kateřina Vaňková              |
| 06.07.  | Imola                                   | Anna-Giulia Remondina             | Benedetta Davato Lisa Sabino               |
| 06.07.  | Tokio                                   | Misaki Doi                        | Maki Arai Mari Tanaka                      |
| 06.07.  | Prokuplje                               | Elora Dabija                      | Aleksandra Krunić Ema Polić                |
| 06.07.  | Gaziantep                               | Magali De Lattre                  | Nigina Abduraimova Jade Hopper             |
| 06.07.  | Shenzhen                                | Zheng Saisai                      | Lu Jiajing Ou Xuanshua                     |
| 06.07.  | Sunchang                                | Kim Na-ri                         | Kim Kun-hee Yu Min-hwa                     |
| 13.07.  | Contrexeville                           | Jekaterina Bytschkowa             | Yvonne Meusburger Kathrin Wörle            |
| 13.07.  | Bogota                                  | Marina Giral Lores                | Karen Castiblanco Paula Zabala             |
| 13.07.  | Rom                                     | Eloisa-Maria Compostizo-De Andres | María Irigoyen Teodora Mirčić              |
| 13.07.  | Zwevegem                                | Kirsten Flipkens                  | Jelena Tschalowa Darija Jurak              |
| 13.07.  | Darmstadt                               | Sarah Gronert                     | Korina Perkovic Valentina Stephan          |
| 13.07.  | Bucha                                   | Yuliya Kalabina                   | Iryna Burjatschok Oksana Uzhylovksa        |
| 13.07.  | Izmir                                   | Pemra Özgen                       | Sopia Kwazabaia Awgusta Zybyschewa         |
| 13.07.  | Cáceres                                 | Estelle Guisard Diemer            | Tatiana Búa Carmen Lopez-Rueda             |
| 13.07.  | Frinton                                 | Heather Watson                    | Jocelyn Rae Jade Windley                   |
| 13.07.  | Atlanta                                 | Irina Falconi                     | Kaitlyn Christian Lindsey Nelson           |
| 13.07.  | Casablanca                              | Cindy Chala                       | Galina Fokina Anna Morgina                 |
| 13.07.  | Miyazaki                                | Junri Namigata                    | Airi Hagimoto Yumi Miyazaki                |
| 20.07.  | Petingen ITF Roller Open 2009           | Arantxa Parra Santonja            | Stephanie Cohen-Aloro Selima Sfar          |
| 20.07.  | Lexington                               | Sania Mirza                       | Chang Kai-chen Tetjana Luschanska          |
| 20.07.  | Les Contamines                          | Patrycja Sanduska                 | Laura-Ioana Andrei Patrycja Sanduska       |
| 20.07.  | Charkiw                                 | Monique Adamczak                  | Monique Adamczak Nicole Kriz               |
| 20.07.  | Valladolid                              | Heidi El Tabakh                   | Heidi El Tabakh Paula Fondevila-Castro     |
| 20.07.  | Horb am Neckar                          | Lucie Kriegsmannová               | Michelle Gerards Marcella Koek             |
| 20.07.  | Bukarest                                | Elena Bogdan                      | Ioana Gașpar Simona-Iulia Matei            |
| 20.07.  | Yeşilyurt                               | Awgusta Zybyschewa                | Pemra Ozgen Manana Shapakidze              |
| 20.07.  | Piestany                                | Darina Sedenkova                  | Veronika Domagala Jana Orlova              |
| 20.07.  | Evansville                              | Elizabeth Lumpkin                 | Maria Sanchez Yasmin Schnack               |
| 20.07.  | Casablanca                              | Galina Fokina                     | Benedetta Davato Lisa Sabino               |
| 27.07.  | Campos do Jordão                        | María Fernanda Álvarez Terán      | Larissa Carvalho Vivian Segnini            |
| 27.07.  | Almaty                                  | Jelena Tschalowa                  | Jelena Tschalowa Oksana Kalaschnikowa      |
| 27.07.  | Vigo                                    | Georgie Gent                      | Karolina Kosińska Laura Thorpe             |
| 27.07.  | Bad Saulgau                             | Andrea Hlaváčková                 | Hanne Skak Jensen Johanna Larsson          |
| 27.07.  | Obihiro                                 | Kurumi Nara                       | Natsumi Hamamura Ayumi Oka                 |
| 27.07.  | Jakarta                                 | Ayu-Fani Damayanti                | Nungnadda Wannasuk Varatchaya Wongteanchai |
| 27.07.  | Bree                                    | Julia Babilon                     | Kiki Bertens Quirine Lemoine               |
| 27.07.  | Onești                                  | Elora Dabija                      | Alexandra Damaschin Diana Enache           |
| 27.07.  | Tampere                                 | Sandra Roma                       | Emma Laine Sandra Roma                     |
| 27.07.  | Gardone Val Trompia                     | Julia Mayr                        | Stefania Chieppa Claudia Giovine           |
| 27.07.  | Saint Joseph                            | Irina Falconi                     | Irina Falconi Ashley Weinhold              |
| 27.07.  | Rabat                                   | Iryna Kurjanowitsch               | Fatima El Allami Lisa Sabino               |
| 27.07.  | Palić                                   | Aleksandra Filipovski             | Dunja Antunovic Ani Mijacika               |

### August
| Datum 1 | Turnierort                                  | Siegerin Einzel              | Siegerinnen Doppel                             |
| ------- | ------------------------------------------- | ---------------------------- | ---------------------------------------------- |
| 03.08.  | Vancouver Odlum Brown Vancouver Open 2009   | Stephanie Dubois             | Ahsha Rolle Riza Zalameda                      |
| 03.08.  | Astana                                      | Nastassja Jakimawa           | Juliana Fedak Darja Kustawa                    |
| 03.08.  | Moskau                                      | Xenija Perwak                | Jekaterina Lopes Arina Rodionowa               |
| 03.08.  | Hechingen                                   | Yvonne Meusburger            | Yvonne Meusburger Jasmin Wöhr                  |
| 03.08.  | Monteroni                                   | Ivana Lisjak                 | Sandra Klemenschits Patrica Achleitner         |
| 03.08.  | Savitaipale                                 | Emma Laine                   | Diāna Marcinkēviča Hanna Orlik                 |
| 03.08.  | Ilawa                                       | Sandra Zaniewska             | Veronika Domagala Katarzyna Kawa               |
| 03.08.  | Wien                                        | Lucie Kriegsmannová          | Jana Orlova Monika Kochanová                   |
| 03.08.  | Rebecq                                      | Richèl Hogenkamp             | Kiki Bertens Nicole Thyssen                    |
| 03.08.  | Arad                                        | Ani Mijacika                 | Diana Enache Andreea Mitu                      |
| 03.08.  | Neu-Delhi                                   | Emily Webley-Smith           | Aleksandra Kolesnichenko Emily Webley-Smith    |
| 03.08.  | Niigata                                     | Shiho Akita                  | Ari Hagimoto Maiko Inoue                       |
| 03.08.  | Solo                                        | Lavinia Tananta              | Beatrice Gumulya Jessy Rompies                 |
| 10.08.  | Quanzhou                                    | Sophie Ferguson              | Han Xinyun Kao Shao-yuan                       |
| 10.08.  | Koksijde                                    | Julija Wakulenko             | Shannon Golds Nicole Kriz                      |
| 10.08.  | Trnava                                      | Yvonne Meusburger            | Sandra Klemenschits Vladimira Uhlirova         |
| 10.08.  | Moskau                                      | Xenija Perwak                | Jekaterina Lopes Arina Rodionowa               |
| 10.08.  | Pesaro                                      | Anastasia Grymalska          | Anastasia Grymalska Martina Trevisan           |
| 10.08.  | Versmold                                    | Sarah Gronert                | Elisa Peth Scarlett Werner                     |
| 10.08.  | Innsbruck                                   | Julia Mayr                   | Iryna Burjatschok Julia Mayr                   |
| 10.08.  | Tallinn                                     | Diāna Marcinkēviča           | Diāna Marcinkēviča Hanna Orlik                 |
| 10.08.  | La Marsa                                    | Irene Santos-Bravo           | Marcella Koek Irene Santos-Bravo               |
| 10.08.  | Neu-Delhi                                   | Poojashree Venkatesha        | Sanaa Bhambri Poojashree Venkatesha            |
| 10.08.  | Buenos Aires                                | María Fernanda Álvarez Terán | Luciana Sarmenti Emilia Yorio                  |
| 17.08.  | Pingguo                                     | Sun Shengnan                 | Chan Chin-wei Hwang I-hsuan                    |
| 17.08.  | Middelkerke                                 | Estelle Guisard Diemer       | Margalita Tschachnaschwili Wassilissa Dawydowa |
| 17.08.  | Olmütz                                      | Lucie Kriegsmannová          | Iveta Gerlová Darina Šeděnková                 |
| 17.08.  | Vinkovci                                    | Ani Mijacika                 | Karolina Jovanović Tina Bohoric                |
| 17.08.  | Wahlstedt                                   | Sandra Martinovic            | Darija Jurak Neda Kozic                        |
| 17.08.  | Trecastagni                                 | Paula Fondevila-Castro       | Alice Balducci Giulia Gasparri                 |
| 17.08.  | Nonthaburi                                  | Zhang Ling                   | Jessy Rompies Zhang Ling                       |
| 24.08.  | Bronx EmblemHealth Bronx Open 2009          | Tatjana Malek                | Anna-Lena Grönefeld Vania King                 |
| 24.08.  | Saitama                                     | Sachie Ishizu                | Maki Arai Mari Tanaka                          |
| 24.08.  | Qianshan                                    | Sun Shengnan                 | Liang Chen Sun Shengnan                        |
| 24.08.  | Arezzo                                      | Giulia Gatto-Monticone       | Giulia Gatto-Monticone Federica Quercia        |
| 24.08.  | Velenje                                     | Aleksandra Krunić            | Nastja Kolar Polona Reberšak                   |
| 24.08.  | Prag                                        | Martina Kubičíková           | Simona Dobrá Lucie Kriegsmannová               |
| 24.08.  | Braunschweig Braunschweig Women’s Open 2009 | Korina Perkovic              | Elisa Peth Scarlett Werner                     |
| 24.08.  | Pörtschach                                  | Julia Babilon                | Evelyn Mayr Julia Mayr                         |
| 24.08.  | Barueri                                     | Mailen Auroux                | Monique Albuquerque Roxane Vaisemberg          |
| 24.08.  | Nonthaburi                                  | Zhang Ling                   | Yang Zi-Jun Zhang Ling                         |
| 24.08.  | Enschede                                    | Richèl Hogenkamp             | Quirine Lemoine Sabine van der Sar             |
| 31.08.  | Maribor                                     | Simona Halep                 | Ani Mijacika Ana Vrijic                        |
| 31.08.  | Tsukuba                                     | Suchanun Viratprasert        | María Fernanda Álvarez Terán Jade Curtis       |
| 31.08.  | Katowice                                    | Camila Giorgi                | Karolina Kosińska Ágnes Szatmári               |
| 31.08.  | Cumberland                                  | Jade Windley                 | Jocelyn Rae Jade Windley                       |
| 31.08.  | Bassano del Grappa                          | Alice Moroni                 | Marina Shamayko Sopia Schapatawa               |
| 31.08.  | Mollerussa                                  | Estelle Guisard Diemer       | Lara Arruabarrena Carla Roset Franco           |
| 31.08.  | Nonthaburi                                  | Angelina Gabujewa            | Albina Xabibulina Kanyapat Narattana           |
| 31.08.  | Brčko                                       | Aleksandra Shui              | Karolina Jovanović Teodora Mirčić              |
| 31.08.  | Almere                                      | Kiki Bertens                 | Kiki Bertens Nicole Thyssen                    |
| 31.08.  | Celaya                                      | Mailen Auroux                | Julia Cohen Vivian Segnini                     |

### September
| Datum 1 | Turnierort                                           | Siegerin Einzel            | Siegerinnen Doppel                           |
| ------- | ---------------------------------------------------- | -------------------------- | -------------------------------------------- |
| 07.09.  | Biella Torneo Internazionale Regione Piemonte 2009   | Petra Martić               | Sandra Klemenschits Vladimíra Uhlířová       |
| 07.09.  | Denain                                               | Stephanie Cohen-Aloro      | Jelena Tschalowa Xenija Lykina               |
| 07.09.  | Noto                                                 | Karolína Plíšková          | Hsu Wen-hsin Hwang I-hsuan                   |
| 07.09.  | Alphen aan den Rijn                                  | Iryna Kurjanowitsch        | Ljudmyla Kitschenok Nadija Kitschenok        |
| 07.09.  | Russe                                                | Simona-Iulia Matei         | Ioana Ivan Simona-Iulia Matei                |
| 07.09.  | Budapest                                             | Réka Luca Jani             | Réka Luca Jani Virág Németh                  |
| 07.09.  | Casale Monferrato                                    | Anna-Giulia Remondina      | Valentine Confalonieri Benedetta Davato      |
| 07.09.  | Sarajevo                                             | Zuzana Zlochová            | Karolina Jovanović Cristina-Madalina Stancu  |
| 07.09.  | Bangalore                                            | Poojashree Venkatesha      | Isha Lakhani Poojashree Venkatesha           |
| 07.09.  | Mazatlán                                             | Andrea Koch-Benvenuto      | Mailen Auroux Fernanda Hermenegildo          |
| 07.09.  | Sankt Petersburg                                     | Yuliya Kalabina            | Janina Darischina Ekaterina Prozorova        |
| 14.09.  | Sofia Allianz Cup 2009                               | Alexandra Dulgheru         | Timea Bacsinszky Tathiana Garbin             |
| 14.09.  | Mestre                                               | Karolina Šprem             | Sandra Klemenschits Romina Oprandi           |
| 14.09.  | Darwin                                               | Alicia Molik               | Nicole Kriz Alicia Molik                     |
| 14.09.  | Neapel                                               | Margalita Tschachnaschwili | Nina Brattschikowa Oksana Kalaschnikowa      |
| 14.09.  | Lleida                                               | Lara Arruabarrena          | Sopia Kwazabaia Awgusta Zybyschewa           |
| 14.09.  | Porto                                                | Irene Santos-Bravo         | Kim Kilsdonk Marcella Koek                   |
| 14.09.  | Doboj                                                | Matea Mezak                | Ionela-Andreea Iova Cristina-Madelina Stancu |
| 14.09.  | Neu-Delhi                                            | Rushmi Chakravarthi        | Moe Kawatoko Miki Miyamura                   |
| 14.09.  | Los Mochis                                           | Carla Beltrami             | Yawna Allen Alina Sullivan                   |
| 14.09.  | Kyōto                                                | Nungnadda Wannasuk         | Yuka Higashi Kotomi Takahata                 |
| 21.09.  | Saint-Malo Open GDF Suez de Bretagne 2009            | Arantxa Parra-Santonja     | Timea Bacsinszky Tathiana Garbin             |
| 21.09.  | Shrewsbury AEGON Pro-Series Shrewsbury 2009          | Elena Baltacha             | Kristina Barrois Yvonne Meusburger           |
| 21.09.  | Albuquerque Coleman Vision Tennis Championships 2009 | Shenay Perry               | Mashona Washington Riza Zalameda             |
| 21.09.  | Saguenay                                             | Sofia Arvidsson            | Sofia Arvidsson Séverine Brémond             |
| 21.09.  | Darwin                                               | Sacha Hughes               | Isabella Holland Sally Peers                 |
| 21.09.  | Makinohara                                           | Hsieh Su-wei               | Kurumi Nara Erika Sema                       |
| 21.09.  | Madrid                                               | Sílvia Soler Espinosa      | Nina Brattschikowa Irena Pavlovic            |
| 21.09.  | Telawi                                               | Réka Luca Jani             | Chayenne Ewijk Marlot Meddens                |
| 21.09.  | Sandanski                                            | Dia Ewtimowa               | Raffaella Bindl Federica Grazioso            |
| 21.09.  | Espinho                                              | Fatima El Allami           | Caroline Garcia Elixane Lechemia             |
| 21.09.  | Dehradun                                             | Poojashree Wenkatesha      | Moe Kawatoko Miki Miyamura                   |
| 21.09.  | Ciudad Obregón                                       | Mailen Auroux              | Natalia Guitler Andrea Koch-Benvenuto        |
| 28.09.  | Athen Vogue Athens Open 2009                         | Jelena Dokić               | Eleni Daniilidou Jasmin Wöhr                 |
| 28.09.  | Las Vegas                                            | Regina Kulikowa            | Anikó Kapros Agustina Lepore                 |
| 28.09.  | Hamanako                                             | Tomoko Yonemura            | Carly Gullickson Nicole Kriz                 |
| 28.09.  | Granada                                              | María Irigoyen             | Nina Brattschikowa Arina Rodionowa           |
| 28.09.  | Tiflis                                               | Oksana Kalaschnikowa       | Réka Luca Jani Weronika Kapschaj             |
| 28.09.  | Helsinki                                             | Xenija Perwak              | Emma Laine Melanie South                     |
| 28.09.  | Clermont-Ferrand                                     | Patrycja Sanduska          | Audrey Bergot Andrea Ka                      |
| 28.09.  | Belek                                                | Kiki Bertens               | Kiki Bertens Marcella Koek                   |
| 28.09.  | Dobritsch                                            | Simona-Iulia Matei         | Diana Marcu Simona-Iulia Matei               |
| 28.09.  | Ciampino                                             | Sandra Martinović          | Sandra Martinović Marina Schamaiko           |
| 28.09.  | Ciudad Juárez                                        | Mailen Auroux              | Andrea Koch-Benvenuto Paula Zabala           |